# Mały (film)
Pour plus de détails, voir Fiche technique et Distribution.
Mały est un film polonais réalisé par Julian Dziedzina, sorti en 1970.

## Fiche technique
- Titre : Mały
- Réalisation : Julian Dziedzina
- Scénario : Zofia Posmysz
- Photographie : Wiesław Rutowicz
- Montage : Elżbieta Kurkowska
- Musique : Jerzy Matuszkiewicz
- Costumes : Ewa Kowalska
- Société de production :
- Pays d'origine :  Pologne
- Format : Noir et blanc — 35 mm
- Genre : Film dramatique
- Durée : 85 minutes (1 h 25)
- Date de sortie : 
  -  Pologne : 4 décembre 1970

## Distribution
- Janusz Gajos : Julek 'Mały'
- Magdalena Zawadzka : Natalia Lewicka
- Anna Nehrebecka : Ania
- Maria Chwalibóg : Sœur de Gruby
- Wiesław Gołas : Nijaki
- Bolesław Płotnicki : Stary
- Gustaw Lutkiewicz : Gruby
- Małgorzata Lorentowicz : Magda Lewicka
- Zofia Czerwińska
- Andrzej Krasicki : Lewicki
- Marek Lewandowski : Wojtek